# Дивљи пелин
Дивљи пелин или (црни) пелен (лат. Artemisia vulgaris), је дивља биљка из породице главочика (Asteraceae), космополит умерене зоне.

## Опис биљке
Вишегодишња коровска биљка, висока 40–200 cm. Стабло са дрвенастом основом, усправно, густо гранато и чврсто, црвено-смеђе боје. Наизменични, перасти листови с горње стране тамнозелени, голи, одоздо бело памучасто маљави (ова одлика разликује га од осталих пелина). Приземни листови немају дршке док су горњи листови смештени на дугачким дршкама. Цветови немају латице, скупљени су у дугим и густим, смеђежутим метличастим цвастима. Цветови су двополни. Главице јајасте, 3–4 mm дуге, 2–3 mm широке, отпадају у току лета. Број семена је огроман, око 700.000. Цвета у току јула, августа и септембра.

## Ареал распрострањености
Аутохтоно расте на подручју Европе, Азије и Северне Африке.

## Станиште
Расте свуда поред путева, на ораницама, ливадама, уз међе и на запуштеним местима, од низина па све до субалпског појаса. Лековита је и ароматична, користи се и као зачин. Алергена је биљка.

## Употреба
Цветови и листови се користе као додатак јелима. Помажу и код проблема са исхраном, варењем, анксиозности. Коришћење је ограничено због токсичности састојка који се зове тујон.

## Галерија
- Artemisia vulgaris
- Artemisia vulgaris